# Єжево (Ловицький повіт)
Єжево (пол. Jerzewo) — село в Польщі, у гміні Кернозя Ловицького повіту Лодзинського воєводства.
Населення — 73 особи (2011).
У 1975-1998 роках село належало до Плоцького воєводства.

## Демографія
Демографічна структура станом на 31 березня 2011 року:
|          | Загалом | Допрацездатний вік | Працездатний вік | Постпрацездатний вік |
| -------- | ------- | ------------------ | ---------------- | -------------------- |
| Чоловіки | 39      | 4                  | 26               | 9                    |
| Жінки    | 34      | 3                  | 22               | 9                    |
| Разом    | 73      | 7                  | 48               | 18                   |